# Alfa Romeo 80
Alfa Romeo 80 — итальянский грузовик, производимый компанией Alfa Romeo с 1931 по 1934 год. Грузовик выпускался в паре с 50-й серией по лицензии Büssing, дочерней компанией MAN.

## Особенности
- Кабина имела угловатый дизайн, который полностью был похож на немецкий аналог

- Грузовик полностью был идентичен Alfa Romeo 50, но имел три оси. Весил грузовик 6 тонн и оснащался двигателем объемом 11560  см³ и мощностью 110 л.с.

## Производство
Всего было выпущено 29 экземпляров.